# Praeovibos priscus
A Praeovibos priscus az emlősök (Mammalia) osztályának párosujjú patások (Artiodactyla) rendjébe, ezen belül a tülkösszarvúak (Bovidae) családjába és a kecskeformák (Caprinae) alcsaládjába tartozó fosszilis faj.
Nemének az egyetlen faja.

## Leírása
A Praeovibos priscus előfordulási területe Nyugat-Európától egészen az észak-amerikai Alaszkáig és Yukon territóriumig tartott. Maradványait megtalálták Angliában és Spanyolországban is. Az állat körülbelül a középső és késő pleisztocén korszakok idején élt; nagyjából 1,5 millió évvel ezelőtt jelent meg és a pleisztocén befejezte előtt halt ki. Több maradványán is az ember okozta vadászat jelei vannak; tehát meglehet, hogy a mi fajunk okozta a kihalását. Ez az állat megosztotta területét a rénszarvassal (Rangifer tarandus) és a keleti pézsmatulokkal (Ovibos moschatus); ez utóbbival kapcsolatosan a kutatók korábban úgy vélték, hogy a Praeovibos priscus leszármazottja; de manapság már tudjuk, hogy nem; sőt meglehet, hogy nem is közeli rokonai egymásnak. A Praeovibos priscus egyaránt megélt fennsíkokon, a ligeterdőkben és a nyílt füves pusztákon is. A 130-165 centiméteres marmagasságával valamivel nagyobb volt a mai pézsmatuloknál.

## Fordítás
- Ez a szócikk részben vagy egészben  a   Praeovibos priscus című angol Wikipédia-szócikk ezen változatának fordításán alapul.  Az eredeti cikk szerkesztőit annak laptörténete sorolja fel. Ez a jelzés csupán a megfogalmazás eredetét és a szerzői jogokat jelzi, nem szolgál a cikkben szereplő információk forrásmegjelöléseként.